# Godøy
Godøy of Godøya is een eiland in de provincie Møre og Romsdal in het westen van Noorwegen. Het is het zuidelijkste en westelijkste (bewoonde) eiland in de gemeente Giske die alleen uit eilanden bestaat. Godøy is sinds 1989 door een 3,8 km lange en op het diepste punt 153 m diepe tunnel (de Godøytunnel) verbonden met het eiland Giske en heeft daardoor, via verscheidene bruggen en tunnels, een indirecte vaste-oever-verbinding met de stad Ålesund en het Skandinavisch vasteland.

## Geografie
Er zijn twee dorpen op het eiland:
- Leitebakk in het oosten, waar de tunnel vanuit Giske in een spiraalbeweging boven de grond komt, en waar de meeste bewoners wonen;
- Alnes, een klein vissersdorpje in het noordwesten, met een bekende vuurtoren, die gebouwd is in 1876 en die in 1982 is geautomatiseerd.

Deze beide dorpjes zijn verbonden door een 1½ km lange tunnel: de Alnestunnel, dwars door de 436 meter hoge berg Sloktinden. De hoogste berg van het eiland is trouwens de Storehornet: 497 m.
Op het eiland bevindt zich ook een vrij groot meer: Alnesvatnet. Het ligt op ongeveer 300 meter hoogte.

## Naam
De naam van het eiland komt van 'Gud øy', dat 'godeneiland' betekent. De huidige naam komt in hedendaags Noors neer op 'goed eiland'.